# Alluroididae
Die Familie Alluroididae, die mit der monotypischen Familie Syngenodrilidae die Ordnung der Alluroidida bildet, ist ein Taxon regenwurmähnlicher Wenigborster (Oligochaeta) in der Ringelwurm-Klasse der Gürtelwürmer (Clitellata), die in Binnengewässern in Afrika und Südamerika verbreitet sind.

## Merkmale
Die Alluroididae haben pro Segment 4 Paare einfacher, s-förmiger Borsten. Im Gegensatz zu den Crassiclitellata, zu denen die Regenwürmer gehören, haben die Alluroididae ein unauffälliges Clitellum, das nur aus einer Zellschicht besteht und vom 12. oder 13. bis zum 16. Segment reicht.
Die Alluroididae sind wie alle Gürtelwürmer Zwitter. Sie sind protandrisch und metagyn, haben also ein Paar Hoden im 10. Segment und ein Paar Eierstöcke im 13. Segment, bei Kathrynella guyanae jeweils ein Segment dahinter. Das Paar der männlichen Geschlechtsöffnungen befindet sich bauchseitig bis seitlich im Borstenbogen des 13. oder 14. Segments, das Paar der weiblichen Geschlechtsöffnungen am vorderen Rand des 14. Segments. Die Öffnungen der Receptacula seminis sitzen paarig und seitlich oder unpaar und mittig am Bauch in maximal 3 Paaren zwischen dem 6. und 9. Segment, jedoch nie in einer Reihe mit den männlichen Geschlechtsöffnungen. Die Spermientrichter sind anterodorsal ausgerichtet. Die Spermienbläschen ragen in das Segment hinter den Hoden, können aber auch fehlen, wobei die Spermatogenese im hodentragenden Segment stattfindet.
Die Prostatae oder Atrien sind röhrenförmig oder knollenartig und nehmen die Spermienleiter auf oder münden wie diese in eine Endkammer. Sie bestehen aus einem inneren Epithel, das von einer muskulösen Scheide umhüllt und weiter außen von Prostatazellen umgeben ist, von denen kleine Röhren durch die Muskelschicht ins Atrium führen. Ein länglicher Penis, terminal angefüllt mit Spermien, kann ebenfalls vorhanden sein. Genital- oder Penisborsten sind nicht immer vorhanden. Die Eisäcke reichen vom eierstocktragenden Segment durch mehrere Segmente hindurch nach hinten.

## Verbreitung, Lebensraum und Lebensweise
Die Alluroididae sind hauptsächlich in Afrika verbreitet. Sie bewohnen als Süßwasserbewohner den Grund verschiedener Binnengewässern und leben wie andere Crassiclitellata als Substratfresser, die die organischen Bestandteile des verschluckten Schlamms oder Sandes verdauen.

## Beispielarten und ihre Verbreitung
Alluroides pordagei Beddard, 1894 ist in Kenia heimisch und wurde zuerst bei Mombasa gefunden. Alluroides tanganyikae Beddard, 1906 ist aus Tanganyika (Tansania) bekannt, während Alluroides brinkhursti Jamieson, 1968 an den Hängen von Mount Elgon in Uganda gefunden wurde. In Transvaal (Südafrika) lebt Standeria transvaalensis Jamieson, 1968. 1964 wurde aber auch eine Art in Argentinien gefunden und zunächst Alluroides americanus genannt, heute Brinkhurstia americana (Brinkhurst, 1964).

## Gattungen
Zur Familie Alluroididae werden folgende sechs Gattungen gezählt:
- Alluroides Beddard, 1894
- Barryjamiesonia Ljungström, 1971
- Brinkhurstia Jamieson, 1968
- Kathrynella Omodeo, 1996
- Righiella Omodeo & Coates, 2001
- Standeria Jamieson, 1968